# Anton van Wouw
Anton van Wouw (27 de diciembre de 1862, Driebergen - 30 de julio de 1945, Pretoria) fue un escultor neerlandés recordado como el padre de la escultura sudafricana.